# كيم فيلفورت
كيم فيلتروت (بالدنماركية: Kim Vilfort)‏، من مواليد 15 نوفمبر 1962 في فالبي في الدنمارك، لاعب كرة قدم دنماركي سابق.
بدأ مسيرته الكروية مع نادي سكوفلوند في عام 1979، ولعب معهم حتى عام 1981، وفي عام 1981 انتقل إلى نادي بولدكلوبن فريم، ولعب معهم حتى عام 1985، وفي موسم 1985/1986 انتقل إلى نادي ليل الفرنسي، ولعب معهم 24 مباراة وسجل هدف واحد، وفي عام 1986 انتقل إلى نادي بروندبي، ولعب معهم حتى عام 1998، وسجل له 78 هدف.
و قد لعب مع منتخب الدنمارك لكرة القدم بين عامي 1983 و1996، وشارك معهم في 77 مباراة وسجل 14 هدف.

## روابط خارجية
- كيم فيلفورت على موقع الاتحاد الدولي (مؤرشف)  (الإنجليزية)
- كيم فيلفورت على موقع الاتحاد الأوربي (الإنجليزية)
- كيم فيلفورت على موقع قاعدة بيانات كرة القدم.إي يو (الإنجليزية)
- كيم فيلفورت على موقع ليكيب (الفرنسية)
- كيم فيلفورت على موقع ناشيونال فوتبول تيمز (الإنجليزية)
- كيم فيلفورت على موقع عالم كرة القدم.نت (الإنجليزية)
- كيم فيلفورت على موقع كووورة